# Flossie Wong-Staal
Flossie Wong-Staal, nacida como Yee Ching Wong, (黃以靜 pinyin: Huáng Yǐ jìng, Cantón, Provincia de Cantón, China, 27 de agosto de 1947 - La Jolla, 8 de julio de 2020), fue una viróloga y bióloga molecular china-estadounidense. Fue la primera científica que logró clonar el virus de inmunodeficiencia humana y determinar la función de sus genes, lo que contribuyó en gran medida a comprobar que el VIH es la causa del SIDA. Entre 1990 y 2002, fue la presidenta de la división de Investigación del SIDA en la Universidad de California en San Diego (UCSD). Fue cofundadora y, después de retirarse de la UCSD, oficial científica en jefe de Immusol, renombrada como iTherX Pharmaceuticals en 2007, cuando cambió su campo de estudio y comenzó a especializarse en medicamentos contra la hepatitis C.

## Primeros años
Nacida como Yee Ching Wong en China en 1947, Flossie Wong-Staal emigró a Hong Kong junto con su familia luego del avance del Comunismo en China continental a finales de la década de 1940. En Hong Kong, Wong-Staal asistió a un colegio católico de niñas, donde fue una alumna sobresaliente, en especial en las materias de ciencias. Sus maestros le recomendaron que emigrase a los Estados Unidos para realizar una carrera universitaria y le aconsejaron a su familia que cambiasen el nombre de la niña por uno inglés, con el objetivo de facilitar su vida en Occidente. Su padre eligió el nombre Flossie por una tormenta que había azotado la zona poco tiempo antes.
Cuando cumplió dieciocho años, Wong-Staal abandonó Hong Kong rumbo a la Universidad de California en Los Ángeles, donde cursó la carrera de bacteriología. Una vez que obtuvo su título, realizó un doctorado en biología molecular, que finalizó en 1972. Continuó su trabajo posdoctoral en la Universidad de California en San Diego, donde permaneció por varios años.

## Carrera profesional
Wong-Staal trabajó en la UCSD hasta 1974, cuando decidió comenzar a trabajar para Robert Gallo en el National Cancer Institute (NCI). Allí, se dedicó al estudio de los retrovirus.
En 1983, Wong-Staal, Gallo y su equipo de científicos del NCI identificaron al VIH como el causante del SIDA, de forma simultánea con Luc Montagnier. Dos años más tarde, Wong-Staal clonó el virus y completó su mapa genético. Esta labor posibilitó desarrollar tests de VIH.
En 1990, un equipo de investigadores liderados por Wong-Staal estudió los efectos que tendría la proteína Tat dentro de la cepa VIH-1 en el crecimiento de las células que se encuentran dentro de las lesiones causadas por el sarcoma de Kaposi, muy comunes en los pacientes de SIDA. Wong-Staal utilizó un tipo de análisis celular conocido como radioinmunoprecipitación para detectar la presencia de lesiones causadas por el sarcoma de Kaposi en un grupo de células con distintas cantidades de la proteína Tat. Los resultados de estas pruebas mostraron que la cantidad de proteína Tat dentro de una célula infectada por la cepa VIH-1 tiene correlación directa con la cantidad de lesiones causadas por el sarcoma que pueda tener un paciente. Estos descubrimientos fueron esenciales para desarrollar nuevos tratamientos aptos para los pacientes de VIH/SIDA que sufren estas lesiones.
Poco tiempo después, Wong-Staal pasó del NCI a la UCSD. Allí, continuó su trabajo relacionado con el virus de inmunodeficiencia humana y el SIDA, y en 1994 fue elegida presidente del Centro para la Investigación del SIDA de la universidad. Ese mismo año, fue elegida miembro del Instituto de Medicina de las Academias Nacionales de los Estados Unidos.
Durante toda la década de 1990, Wong-Staal se abocó al estudio de la terapia génica y utilizó una ribozima "cuchillo molecular" para inhibir el virus de inmunodeficiencia humana en células madre. El protocolo que desarrolló fue el segundo que recibió fondos del gobierno estadounidense.
En 2002, Wong-Staal se retiró de la UCSD y pasó a ser profesora emérita. Más tarde se unió a Immusol, una compañía biofarmacéutica que había cofundado en sus años universitarios, como oficial científica en jefe. Wong-Staal cambió el enfoque de la compañía para que se concentrase en los medicamentos para combatir la hepatitis C y la renombró como iTherX Pharmaceuticals. Ese mismo año, la revista Discover la reconoció como una de las cincuenta mujeres científicas más extraordinarias. Wong-Staal continuó trabajando como profesora de investigación en la carrera de Medicina de la UCSD.
En 2007, The Daily Telegraph incluyó a Wong-Staal en el puesto número 32 de su lista Top 100 Living Geniuses.
Falleció a los setenta y dos años el 8 de julio de 2020 en el centro médico Jacobs en La Jolla a causa de una neumonía.